# Zombies (película)
Zombies (estilizado como Z-O-M-B-I-E-S) es una Película Original Disney Channel dirigida por Paul Hoen, estrenada el 16 de febrero de 2018, por Disney Channel. La película fue dirigida por Paul Hoen y protagonizada por Meg Donnelly y Milo Manheim.
El 27 de octubre de 2017, fue lanzado el tráiler oficial en la cuenta oficial de YouTube de Disney Channel. En Latinoamérica se estrenó simultáneamente por Disney Channel y Disney XD el 8 de abril de 2018. En España se estrenó en Disney Channel el 19 de mayo de 2018.

## Argumento
Hace 50 años, en la comunidad planificada de Seabrook, un accidente en la central eléctrica de Seabrook dio lugar a una explosión en forma de neblina verde que provocó que la mitad de la población de Seabrook se convirtiera en zombies devoradores de cerebros. Los que no se vieron afectados construyeron una barrera que separa el territorio zombie, llamado Ciudad Zombie, del resto de Seabrook. Más tarde, el gobierno creó brazaletes para los zombies, llamados Pulseras-Z, que transmiten tranquilizantes pulsos electromagnéticos para evitar que los zombis tengan antojos de cerebro.
En la actualidad, los estudiantes zombies de Ciudad Zombie se trasladan a la escuela preparatoria humana, Seabrook High, donde la vida suburbana está llena de uniformidad, tradiciones y mítines de ánimo.
Zed se presenta a los espectadores mientras camina por la vida en Ciudad Zombie, se nos presenta a su hermana Zoey, la cual anhela tener una mascota, pero debido a su condición de zombie no puede tener una, y a su padre Zevon mientras hace planes para unirse al equipo de fútbol. Al otro lado de la cerca, Addison se presenta a los espectadores mientras les cuenta su experiencia en el campamento de animadoras y revela que utiliza una peluca  para ocultar su pelo naturalmente blanco, que algunos creen que es un error genético, pero los doctores no lo explican y en Seabrook lo diferente es malo. Sus padres son Missy, que es la alcaldesa de Seabrook, y su padre es Dale, que es el jefe de la Patrulla Zombie que mantiene a los zombies en línea.
Addison y Zed se encuentran en un cuarto seguro para zombis y empiezan a hablar. Cuando Addison se da cuenta de que Zed es un zombi, lo golpea accidentalmente en la cara, pero después de esto, los dos se vuelven amigos y pronto se enamoran mientras cantan juntos "Someday" que forma parte del soundtrack de la película. Los amantes guardan su amor en secreto, puesto que ante los ojos de la sociedad no deberían estar juntos, pero los amigos de Zed, Eliza y Bonzo, pronto se enterarán. Para ganar partidos de fútbol, Zed le pide a Eliza que modifique su Pulsera-Z para convertirlo en "un poco más zombie". Esto lleva a un fuerte dolor en la muñeca y erupciones en esa área. El primo egocéntrico de Addison, Bucky, se pone celoso porque Zed está recibiendo más atención que él.
Addison es invitada por Zed para asistir a la fiesta de zombis en Ciudad Zombie con Eliza y Bonzo. Durante el viaje allí, Addison conoce a Zoey y se entera de que los zombis no pueden tener mascotas. Después de que Eliza se lleve a Zoey a casa, la patrulla de zombis llegan a la fiesta zombi, donde Gus, miembro de la patrulla de zombis, descubre a Addison y la lleva a casa. En casa, Missy y Dale descubren que ella tiene un nuevo enamoramiento y le exigen conocerlo.
En el gran partido de fútbol, Addison le cuenta a Zed que sus padres quieren saber quién es. Luego Zed aparece en la casa de Addison convertido en humano (ya que él había modificado su Pulsera-Z) y los padres de Addison rápidamente lo aceptan, sin embargo, en su cita Addison le dice a Zed que son los demás quiénes deben cambiar, no él. Bucky se entera de que Zed ha alterado su Pulsera-Z, y hace que sus seguidores Stacey, Tracey y Lacey, mejor conocidos como "Los Aceys", roben el ordenador de Eliza para modificar la pulsera de Zed, convirtiéndolo a él, Eliza y Bonzo en zombis completos. La seguridad los captura y los lleva de vuelta a Ciudad Zombie. Más tarde, Addison grita a la multitud, diciéndoles que fue su culpa que Zed se transformara en un completo zombi y se quita la peluca frente a todos, e incluso frente a sus padres, mientras canta "Stand" que, al igual que "Someday" forma parte del soundtrack de la película.
Después del incidente, Addison dice a los espectadores que Bucky la ha sacado del equipo de animadoras. Bucky expulsa a un gran número de animadores debido a que "simpatizan" con los zombies.
El día del concurso de animadores, Addison y Bree encuentran a Zed y Bonzo tratando de impedir que Eliza sabotee la competición, y después de que Eliza hable con sus amigos, se da cuenta de que hacerlo no es lo correcto. El equipo de Bucky está fallando porque no tienen suficientes miembros, así que Zoey trata de entrar y ayudarle. Al principio, Zoey es abucheada por la multitud, pero con la ayuda de Addison y Zed, los zombies y las animadoras se unen para hacer una rutina de animadoras durante el concueso de animadoras, incluyendo a Bucky.
Finalmente Zed y Addison confiesan su amor y más tarde, todos tienen una fiesta en Ciudad Zombie, Zoey finalmente consigue un perro y zombies y humanos se mezclan libremente.

## Elenco y personajes
- Milo Manheim como Zed, estudiante Zombie, hermano mayor de Zoey, Fullback del equipo de fútbol de Seabrook High School e interés amoroso de Addison.
- Meg Donnelly como Addison, animadora de Seabrook High School, prima de Bucky e interés amoroso de Zed.
- Trevor Tordjman como Bucky, primo de Addison y Capitán de los animadores de Seabrook High School.
- Kylee Russell como Eliza, estudiante Zombie de Seabrook High School, amiga de Zed, Bonzo y Addison.
- Carla Jeffery como Bree, mejor amiga de Addison e interés amoroso de Bonzo.
- Emilia McCarthy como Lacey, parte del trío de animadores también conformado por Tracey y Stacey conocidos como "Los Aceys".
- Mickeey Nguyen como Tracey.
- Jasmine Renee Thomas como Stacey.
- Kingston Foster como Zoey, hermana pequeña de Zed, sueña con tener un cachorro y ser animadora como Addison.
- James Godfrey como Bonzo, estudiante Zombie de Seabrook High School, amigo de Zed, Eliza, Addison e interés amoroso de Bree.
- Naomi Snieckus como la Sra. Lee directora de Seabrook High School.
- Jonathan Langdon como el entrenador del equipo de fútbol de Seabrook High School.
- Tony Nappo como Zevon, padre de Zed y Zoey.
- Paul Hopkins como Dale, padre de Addison, tío de Bucky y Capitán de la Patrulla Zombie.
- Marie Ward como Missy, madre de Addison, tía de Bucky y alcaldesa de Seabrook.

## Doblaje al español
| Personaje              | Actor original       | Actor de doblaje (Hispanoamérica) | Actor de doblaje (España) |
| Zed Necrodopolis       | Milo Manheim         | Marc Winslow                      | Roberto Rodríguez         |
| Addison                | Meg Donnelly         | Alicia Vélez                      | Sara Iglesias             |
| Bucky                  | Trevor Tordjman      | Luis Navarro                      | José María Larrú          |
| Eliza                  | Kylee Russell        | Andrea Arruti                     | Marta Méndez              |
| Bree                   | Carla Jeffery        | Carla Castañeda                   | Lorena Higuera            |
| Directora Lee          | Naomi Snieckus       | Simone Brook                      | Diana Torres              |
| Zoey Necrodopolis      | Kingston Foster      | Victoria Céspedes                 | Carolina Coria            |
| Zevon Necrodopolis     | Tony Nappo           | Enrique Cervantes                 | Fernando Acaso            |
| Bonzo                  | James Godfrey        | Nando Fortanell                   | Raúl Pérez                |
| Missy                  | Marie Ward           | Cony Madera                       | Amalia Cantarero          |
| Dale                   | Paul Hopkins         | Gerardo Alonso                    | Vicenc Miralles           |
| Entrenador de Football | Jonathan Langdon     | Rafael Pacheco                    | David Flores              |
| Lacey                  | Emilia McCarthy      | Vanessa Olea                      | Sara Del Olmo             |
| Stacey                 | Jasmine Renee Thomas | Diana Galván Santos               | Ana Isabel Rodríguez      |
| Tracey                 | Mickeey Nguyen       | Alberto Bernal                    | Juan Francisco Lamata     |

## Producción
Las coreografías de baile fueron ensayadas durante un mes con cada semana una coreografía diferente.

### Casting
El color de cabello de Milo Manheim y de los demás actores que interpretaron a zombis pasaron por diferentes procesos de coloración hasta llegar al tono de verde oscuro mostrado en la película.

### Rodaje
La producción de la película comenzó en mayo de 2017. La película se filmó en Toronto durante 10 semanas.

## Lanzamiento
La película se estrenó en Disney Channel el 16 de febrero de 2018.

## Índices de audiencia
Durante su estreno en la franja horaria de las 8:00 PM, Zombies atrajo a un total de 2.57 millones de espectadores con una audiencia de 0.46 para personas de 18 a 49 años. Durante su fin de semana de estreno, la película alcanzó 10.3 millones de espectadores en 8 transmisiones.
En Latinoamérica la película aumentó en un 500% la audiencia de Disney Channel.

## Secuela
El 11 de febrero de 2019, Gary Marsh, presidente y director de creación de Disney Channels Worldwide anunció la secuela de Zombies llamada por el momento Zombies 2, y confirmó que algunos actores como Milo Manheim (Zed) y Meg Donnelly (Addison) regresarían a sus respectivos papeles. Las grabaciones de la película comenzaron en la primavera de este año. Una tercera, titulada Zombies 3, fue anunciada en marzo de 2021, y el rodaje se llevará a cabo en Toronto en primavera. Una cuarta, titulada Zombies 4: Dawn of the Vampires, fue anunciada en noviembre del 2023. 